# مونت‌کارلو (فیلم ۱۹۲۶)
مونت‌کارلو (انگلیسی: Monte Carlo) فیلمی صامت در سبک کمدی رمانتیک است که در سال ۱۹۲۶ منتشر شد. از بازیگران آن می‌توان به لو کودی، گرترود اولمستد، زیسو پیتس، هری مایرز و آرتور هویت اشاره کرد.